# Wide Awake in Dreamland
Wide Awake in Dreamland to tytuł ósmego albumu amerykańskiej wokalistki rockowej Pat Benatar. Krążek ukazał się w 1988 roku. Promocja albumu rozpoczęła się od wydania na singlu przeboju "All Fired Up", który w USA dotarł do TOP 20 tamtejszej listy przebojów. Płyta pomimo wydania jeszcze dwóch singli ("Don't Walk Away" i "Let's Stay Together") i życzliwego przyjęcia ze strony sporej liczby krytyków (min. nominacje Grammy za "All Fired Up" i "Let's Stay Together")nie zdołała stać się komercyjnym przebojem, choć w USA zyskała status złotego krążka. Znacznie większą popularnością album cieszył się w Wielkiej Brytanii i Australii. 

## Lista utworów
1. All Fired Up
2. One Love (Song of the Lion)
3. Let's Stay Together
4. Don't Walk Away
5. Too Long a Soldier
6. Cool Zero
7. Cerebral Man
8. Lift 'Em on Up
9. Suffer the Little Children
10. Wide Awake in Dreamland